# マービン・アービン
マービン・リー・アービン (英語: Marvin Lee Irvin, 1949年5月4日 - ) はアメリカ合衆国の連続殺人犯で、ミズーリ州セントジョセフで1990年9月から10月にかけて2人の女性を殺害した元警察官。彼は長年、1979年の殺人事件の最有力容疑者だったが、逮捕後にこの件についても自供した。3つの殺人すべての罪を認め、仮釈放なしの終身刑の判決を受けている。

## 生い立ち
マービン・リー・アービンは1949年5月4日にセントジョセフで生まれる。家族は3階建ての賃貸住宅に住み、近所付き合いも良く、アービンは静かで礼儀正しい少年だった。高校を卒業したあと、1970年にセントジョセフ警察に入るが、長く続いていない。1974年にはセントジョセフのドラッグストア前で15歳の少女を誘拐して強姦した容疑でカンザス州で告発されている。彼は逮捕されたが、少女が証言を拒否したため、起訴は見送られた。同じ1974年にルース・ウェストという少女と出会い、彼女が15歳のときに子供が生まれている。のちにウェストは二人の関係は虐待されたもので、彼に感情を操作されていたと述べている。

## 事件

### ミッキー・ジョー・ウェスト失踪事件
1979年、ルースと兄のケルビン、ケルビンの妻のミッキー・ジョー・ウェスト(19歳)はカリフォルニアに引っ越し、アービンもすぐに後を追った。3月にはアービンとルースはベンチュラで正式に結婚するが、二人でミズーリに戻るころにはアービンの暴力が原因で関係は悪化している。8月、ウェストは4歳の息子を連れて逃げ出し、身を守るためにカンザス州のモーテルに避難した。この情報は彼女の母、姉、逃亡を手伝った2人、それにミッキー・ジョー・ウェストの間でのみ共有された。
9月11日、ミッキー・ジョー・ウェストは職場の病院に勤務する予定だったが、現れなかった。同日の夜、アービンと2人の友人がルースのモーテルに押し入り、彼女と息子を車に連れ込んでセントジョセフに連れ帰っている。ミッキーの失踪が報告されると、アービンに疑いがかかり、何度かポリグラフ検査を受けているが、検査では結論が出なかった。ルース・ウェストは、アービンが彼女を裸足で追いかける騒ぎを起こしたあと、10月になって離婚届けを出した。
1986年9月11日、7年前にミッキーが失踪したのと同じ日、カンザスシティのショッピングモールで差出人不明の手紙が見つかった。宛先にセントジョセフ警察が記された手紙には、ミッキーの失踪時にマービン・アービンと共に行動しており、彼が彼女を蹴り上げたと書いてあった。しかし、手紙には誰が書いたのか詳細がなく、警察は手紙を確実な手がかりとして事件を追跡することができなかった。1988年、テレビ局のレポーターに手紙が届く。手紙にはミッキーの遺体の詳細が書かれており、ミッキーの遺体の場所を教えるので会いに来るよう書かれていた。レポーターは会いに出向かず、手紙の内容を放送して、こちらに会いに来るよう訴えている。同年、アービンはアイオワ州エイムズで鉄道会社の仕事を見つけて、ある女性と共に引っ越した。3月30日、ジャネット・ヒューゲリッチがマービンに彼女の頭上に向けて何度も発砲したことで被害届を出した。警察と直面した彼は逃げ出し、20人を超える警察官に追跡されて複数の郡を跨いで逃走した。最終的に逮捕され、逮捕から逃げ出した容疑と2件の武器の所持容疑を認め、5年の保護観察の判決を受けた。

### パトリシア・ローズとクリスタル・シモンズの失踪事件
間もなく、アービンはセントジョセフに戻った。1990年9月17日、パトリシア・ダイアナ・ローズ(31歳)は仕事中の休憩にバーに立ち寄り、その後に職場に戻るはずだったが、彼女は戻らず失踪届が出された。1ヶ月後の11月29日、33歳のクリスタル・リン・シモンズが最後にバーで目撃されたあと行方不明になる。捜査の中で捜査員はシモンズの最後に目撃されたときにマービン・リー・アービンと名乗る男と一緒にいて、彼のトラックを調査しろという手掛かりを得た。
彼らはその手掛かりに従い、車を捜索する令状を手に入れた。車のシートを外すと、そこには血を吸ったウェットタオルがあった。さらなる調査で、タオルの血痕がシモンズのものと判明してアービンは逮捕された。11月、カンザスのトウモロコシ畑で2人の女性のものと思われる骨が見つかり、調査の結果、どちらも人の女性の骨と断定された。検死解剖で死因は複数の頭部への打撃とされる。

## 自供
裁判を待って収監中の間、アービンは殺害を認めなかった。彼の兄はアービンの言うことを信じ、"警察は多くの事件で犯人を欲しがっており、すべてのことがでっち上げではないかと思う" と言っていた。刑事たちはアービンがミッキー・ジョー・ウェスト失踪の件で疑われていることを知り、これも自分たちの事件を立証する手掛かりとした。そのうち、アービンは心変わりして3件すべての殺人を認め、ウェストの死体を埋めた場所の詳細を自供した。彼の裁判の中で、1979年にウェストをカンザスのトウモロコシ畑に連れ出し、そこで殺して遺体を埋めたと述べた。
1991年10月、アービンは2件の第一級殺人と1件の第二級殺人を認めて仮釈放なしの終身刑の判決が下った。アービンは捜査官をウェストを捨てたカンザスの畑に導いた。当局は捜索犬と穴を掘るための重機を準備していたが、大雨のため捜索は延期された。10月11日に改めて捜索が行われたが何も発見できず、2022年になってもウェストの遺体は見つかっていない。

## メディア
アービンが逮捕される前、ドキュメンタリー番組『未解決ミステリー』のシーズン1の第13話でミッキー・ジョー・ウェストの事件が扱われた。アービンの逮捕後に、シーズン4の第21話で改めて放送されている。